# Tour de Romandía 2002
La 56.ª edición del Tour de Romandía se disputó del 30 de abril al 5 de mayo de 2002 con un recorrido de 706 km dividido en un prólogo inicial y 5 etapas, con inicio en Ginebra, y final en Lausana.
El vencedor fue el italiano Dario Frigo, cubriendo la prueba a una velocidad media de 44,4 km/h.

## Etapas[1]
| Etapa   | Recorrido        | Km    | Ganador           |
| Prólogo | Ginebra          | 3,2   | Rik Verbrugghe    |
| 1.ª     | Ginebra-Malleray | 187   | Giovanni Lombardi |
| 2.ª     | Bellelay-Gruyère | 172,8 | Dario Frigo       |
| 3.ª     | Gruyère-Sierre   | 180,3 | Giovanni Lombardi |
| 4.ª     | Sierre-Leysin    | 144,4 | Alex Zülle        |
| 5.ª     | Lausana          | 18,3  | Alex Zülle        |

## Clasificaciones
Así quedaron los diez primeros de la clasificación general de la segunda edición del Tour de Romandía
| \| 1. \| Dario Frigo \| Italia \| 15h 53'44" \| \| \| 2. \| Alex Zülle \| Suiza \| + 47" \| \| \| 3. \| Cadel Evans \| Australia \| + 51" \| \| \| 4. \| Santi Pérez \| España \| + 1'04" \| \| \| 5. \| Carlos Sastre \| España \| + 1'05" \| \| \| 6. \| Andrea Noè \| Rusia \| + 1'14" \| \| \| 7. \| Alexandre Moos \| Suiza \| + 1'15" \| \| \| 8. \| Aitor González \| España \| + 1'17" \| \| \| 9. \| Eddy Mazzoleni \| Italia \| + 1'22" \| \| \| 10. \| Íñigo Cuesta \| España \| + 1'37" \| \| |                |           |            |  |
| 1. | Dario Frigo    | Italia    | 15h 53'44" |  |
| 2. | Alex Zülle     | Suiza     | + 47"      |  |
| 3. | Cadel Evans    | Australia | + 51"      |  |
| 4. | Santi Pérez    | España    | + 1'04"    |  |
| 5. | Carlos Sastre  | España    | + 1'05"    |  |
| 6. | Andrea Noè     | Rusia     | + 1'14"    |  |
| 7. | Alexandre Moos | Suiza     | + 1'15"    |  |
| 8. | Aitor González | España    | + 1'17"    |  |
| 9. | Eddy Mazzoleni | Italia    | + 1'22"    |  |
| 10. | Íñigo Cuesta   | España    | + 1'37"    |  |

| \| 1. \| Alex Zülle \| Suiza \| 42 puntos \| \| 2. \| Dario Frigo \| Italia \| 41 puntos \| \| 3. \| Saulius Ruskys \| Lituania \| 28 puntos \| |                |          |           |
| 1. | Alex Zülle     | Suiza    | 42 puntos |
| 2. | Dario Frigo    | Italia   | 41 puntos |
| 3. | Saulius Ruskys | Lituania | 28 puntos |

| \| 1. \| Steve Zampieri \| Suiza \| 24 puntos \| \| 2. \| Dario Frigo \| Italia \| 15 puntos \| \| 3. \| David Moncoutié \| Francia \| 12 puntos \| |                 |         |           |
| 1. | Steve Zampieri  | Suiza   | 24 puntos |
| 2. | Dario Frigo     | Italia  | 15 puntos |
| 3. | David Moncoutié | Francia | 12 puntos |